# Сепсі (стадіон)
Стадіон «Сепсі Арена» або «Сепсі» (рум. Stadionul Arena Sepsi, угор. Sepsi Aréna Stadion) — футбольний стадіон у місті Сфинту-Георге, Румунія. Відкритий у жовтні 2021 року і нині є домашнім стадіоном футбольного клубу «Сепсі ОСК» (Сфинту-Георге).
До відкриття нового стадіону «Сепсі» проводив свої домашні матчі на Муніципальному стадіоні.
Вартість нового стадіону становила 25 мільйонів євро, а місткість — 8400 глядачів. Будівельні роботи розпочалися влітку 2019 року, а офіційне відкриття відбулося 16 жовтня 2021 року матчем між «Сепсі ОСК» та «Волунтарі». Будівля розташована поруч із «Сепсі Ареною».

## Історія
Угорський уряд профінансував будівництво стадіону після того, як уряд Румунії вже побудував через Національну інвестиційну компанію «Сепсі Арену» у тому ж спортивному комплексі Сфанту-Георге в Секейській землі.

## Галерея

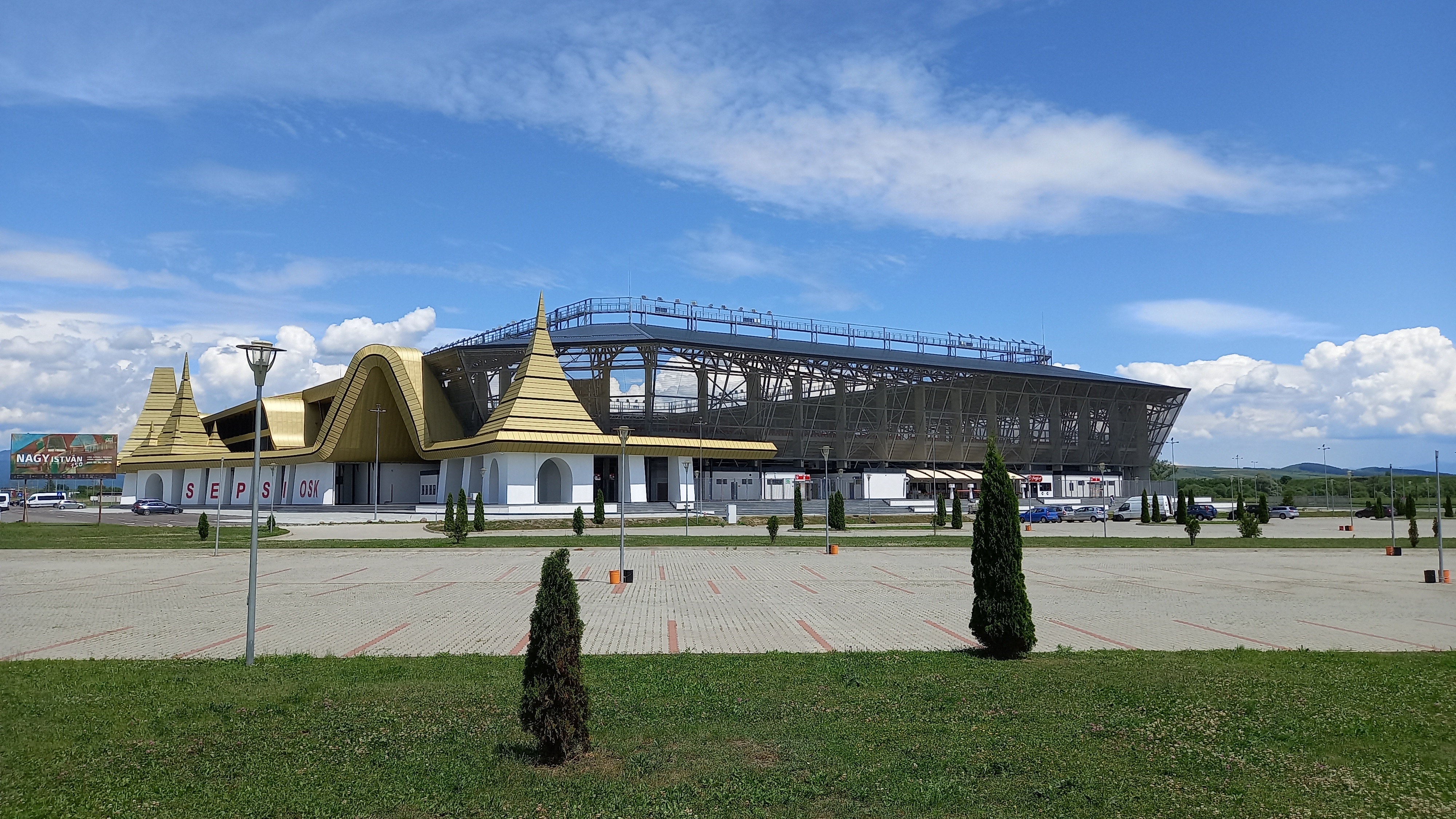
Вигляд ззовні